# Clint Capela
Clint Ndumba-Capela (Ginevra, 18 maggio 1994) è un cestista svizzero con cittadinanza della Repubblica Democratica del Congo di origini angolane.

## Biografia
Capela, i cui genitori sono originari dell'Angola e del Congo, è nato a Ginevra, in Svizzera. I suoi genitori si separarono pochi mesi dopo la sua nascita, lasciando la madre a crescere lui e i suoi fratelli da sola. La sua passione da giovane era il calcio, ma a causa dell'eccessiva altezza (1,90 m a 13 anni), il fratello maggiore gli suggerì di passare al basket. A 15 anni, è stato selezionato per partecipare ai Campionati Europei Junior con la squadra svizzera.

## Caratteristiche tecniche
Di ruolo centro, è abile nella metacampo difensiva, dove si distingue per il modo con cui riesce a stoppare gli avversari. Mette molta energia quando scende in campo, oltre a essere dotato di ottimo atletismo e verticalità. È bravo a giocare in pick and roll, oltre che a segnare tramite alley-oop.
Non è invece molto abile nel tirare da 3, ancora cerca la sua prima tripla nella storia della NBA.

## Carriera

### Élan Chalon (2012-2014)
Nel 2012 Capela si è unito al Élan Chalon, squadra della Pro A .
Il 12 aprile 2014 Capela ha rappresentato il World Team al Nike Hoop Summit 2014. Nello stesso mese, si dichiara eleggibile al draft NBA 2014. Nel maggio 2014 è stato nominato Best Young Player e Most Improved Player della stagione 2013-14 LNB Pro A.

### Houston Rockets (2014-2020)
Il 26 giugno 2014, Capela è stato selezionato con la 25ª scelta assoluta al Draft NBA 2014 dagli Houston Rockets. Durante la sua prima stagione non trova molto spazio nelle rotazioni, a causa della presenza di Dwight Howard come centro titolare. Nella sua stagione da rookie viene spesso mandato a giocare con i Rio Grande Valley Vipers, dell'NBA Development League. Guadagna più minuti nella postseason, prendendo il posto dell'infortunato Donatas Motiejūnas, mantenendo una media 3,4 punti in 7,5 minuti.
Nella sua seconda stagione, il 6 novembre 2015, Capela ha registrato la sua prima doppia doppia in carriera, con 13 punti e 12 rimbalzi da titolare in una vittoria 116-110 sui Sacramento Kings. Il 13 aprile, nel finale di stagione dei Rockets, ha toccato quota 17 rimbalzi contro Sacramento.
Durante la sua terza stagione, Capela guadagna il posto di centro titolare, grazie alla firma di Howard con gli Atlanta Hawks. Il 19 novembre 2016, Capela firma 20 punti nella vittoria 111-102 contro Utah. Il 19 dicembre 2016, è stato fermo per sei settimane dopo aver subito una rottura del perone. Torna in campo il 17 gennaio 2017 contro il Miami Heat dopo aver saltato 15 partite. Ha realizzato 22 punti, sia il 20 gennaio che il 22 febbraio, e ha messo a referto 24 punti il 4 marzo contro i Memphis Grizzlies.
Il 18 ottobre, 2017, Capela segna 22 punti e 17 rimbalzi nella vittoria per 105-100 sui Sacramento Kings. L'11 dicembre 2017 ha ottenuto 28 punti, (career-high), nella vittoria 130-123 su New Orleans. A Natale, Capela ha accumulato 16 doppie-doppie in 28 partite e si è classificato al primo posto nella lega per percentuale dal campo. Il 9 febbraio 2018, ha registrato 23 punti e 25 rimbalzi nella vittoria 130-104 sui Denver Nuggets, guadagnandosi il suo primo 20-20 della carriera. È diventato il più giovane della franchigia ad avere almeno 23 punti e 25 rimbalzi in una partita da Hakeem Olajuwon. Chiude la stagione con una doppia doppia di media, 13.9 punti, 10.8 rimbalzi e quasi 2 stoppate per partita. Ai playoff risulta determinante nella difesa dell'area e a rimbalzo, mantenendo medie di 12,7 punti, 11,6 rimbalzi, 2,1 stoppate e quasi una rubata a partita.

### Atlanta Hawks (2020-)
Il 5 febbraio 2020, Capela viene ceduto agli Atlanta Hawks insieme al suo compagno di squadra Nenê in uno scambio a quattro squadre nel quale Robert Covington e Jordan Bell passano a Houston.

## Statistiche

### NBA
| * | Primo nella lega |

#### Regular Season
| Anno      | Squadra         | PG  | PT  | MP   | TC%   | 3P% | TL%  | RP    | AP  | PRP | SP  | PP   |
| --------- | --------------- | --- | --- | ---- | ----- | --- | ---- | ----- | --- | --- | --- | ---- |
| 2014-2015 | Houston Rockets | 14  | 0   | 7,5  | 48,3  | -   | 17,4 | 3,0   | 0,2 | 0,1 | 0,8 | 2,7  |
| 2015-2016 | Houston Rockets | 77  | 35  | 19,1 | 58,2  | 0,0 | 37,9 | 6,4   | 0,6 | 0,8 | 1,2 | 7,0  |
| 2016-2017 | Houston Rockets | 65  | 59  | 23,9 | 64,3  | -   | 53,1 | 8,1   | 1,0 | 0,5 | 1,2 | 12,6 |
| 2017-2018 | Houston Rockets | 74  | 74  | 27,5 | 65,2* | 0,0 | 56,0 | 10,8  | 0,9 | 0,8 | 1,9 | 13,9 |
| 2018-2019 | Houston Rockets | 67  | 67  | 33,6 | 64,8  | -   | 63,6 | 12,7  | 1,4 | 0,7 | 1,5 | 16,6 |
| 2019-2020 | Houston Rockets | 39  | 39  | 32,8 | 62,9  | -   | 52,9 | 13,8  | 1,2 | 0,8 | 1,8 | 13,9 |
| 2020-2021 | Atlanta Hawks   | 63  | 63  | 30,1 | 59,4  | -   | 57,3 | 14,3* | 0,8 | 0,7 | 2,0 | 15,2 |
| 2021-2022 | Atlanta Hawks   | 74  | 73  | 27,6 | 61,3  | 0,0 | 47,3 | 11,9  | 1,2 | 0,7 | 1,3 | 11,1 |
| 2022-2023 | Atlanta Hawks   | 65  | 63  | 26,6 | 65,3  | 0,0 | 60,3 | 11,0  | 0,9 | 0,7 | 1,2 | 12,0 |
| 2023-2024 | Atlanta Hawks   | 73  | 73  | 25,8 | 57,1  | 0,0 | 63,1 | 10,6  | 1,2 | 0,6 | 1,5 | 11,5 |
| 2024-2025 | Atlanta Hawks   | 55  | 41  | 21,4 | 55,9  | 0,0 | 53,6 | 8,5   | 1,1 | 0,6 | 1,0 | 8,9  |
| Carriera  | Carriera        | 664 | 587 | 26,2 | 61,7  | 0,0 | 54,4 | 10,5  | 1,0 | 0,7 | 1,4 | 12,0 |

#### Play-off
| Anno     | Squadra         | PG | PT | MP   | TC%  | 3P% | TL%  | RP   | AP  | PRP | SP  | PP   |
| -------- | --------------- | -- | -- | ---- | ---- | --- | ---- | ---- | --- | --- | --- | ---- |
| 2015     | Houston Rockets | 17 | 0  | 7,5  | 67,7 | -   | 51,7 | 2,5  | 0,3 | 0,2 | 0,5 | 3,4  |
| 2016     | Houston Rockets | 5  | 0  | 8,6  | 33,3 | -   | 40,0 | 4,0  | 0,4 | 0,6 | 0,4 | 1,6  |
| 2017     | Houston Rockets | 11 | 11 | 26,0 | 56,1 | 0,0 | 61,5 | 8,7  | 1,1 | 0,7 | 2,5 | 10,5 |
| 2018     | Houston Rockets | 17 | 17 | 30,6 | 66,0 | -   | 47,3 | 11,6 | 1,3 | 0,8 | 2,1 | 12,7 |
| 2019     | Houston Rockets | 11 | 11 | 30,1 | 56,1 | -   | 42,9 | 10,3 | 1,5 | 0,3 | 1,1 | 9,7  |
| 2021     | Atlanta Hawks   | 18 | 18 | 31,6 | 60,3 | -   | 43,6 | 11,2 | 0,9 | 0,7 | 1,1 | 10,1 |
| 2022     | Atlanta Hawks   | 2  | 2  | 20,2 | 33,3 | -   | -    | 7,5  | 0,0 | 0,5 | 0,5 | 2,0  |
| 2023     | Atlanta Hawks   | 6  | 6  | 25,2 | 60,5 | -   | 66,7 | 8,3  | 0,5 | 1,0 | 0,5 | 8,3  |
| Carriera | Carriera        | 87 | 65 | 23,8 | 60,2 | 0,0 | 49,5 | 8,4  | 0,9 | 0,6 | 1,3 | 8,5  |

#### Massimi in carriera
- Massimo di punti: 31 vs Denver Nuggets (7 gennaio 2019)[7]
- Massimo di rimbalzi: 26 vs Detroit Pistons (20 gennaio 2021)
- Massimo di assist: 6 vs Brooklyn Nets (1º gennaio 2021)
- Massimo di palle rubate: 5 vs San Antonio Spurs (24 novembre 2021)
- Massimo di stoppate: 10 vs Minnesota Timberwolves (22 gennaio 2021)
- Massimo di minuti giocati: 46 vs Golden State Warriors (3 gennaio 2019)

### G League
| Anno      | Squadra       | PG | PT | MP   | TC%  | 3P% | TL%  | RP  | AP  | PRP | SP  | PP   |
| --------- | ------------- | -- | -- | ---- | ---- | --- | ---- | --- | --- | --- | --- | ---- |
| 2014-2015 | R.G.V. Vipers | 38 | 32 | 24,5 | 59,9 | 0,0 | 59,0 | 9,7 | 0,8 | 0,8 | 3,0 | 16,1 |
| Carriera  | Carriera      | 38 | 32 | 24,5 | 59,9 | 0,0 | 59,0 | 9,7 | 0,8 | 0,8 | 3,0 | 16,1 |

## Palmarès
- All-NBDL All-Defensive First Team (2015)
- Miglior rimbalzista della stagione NBA: (2021)
- 2 volte maggior numero di rimbalzi offensivi in stagione NBA